# Livre Paraná

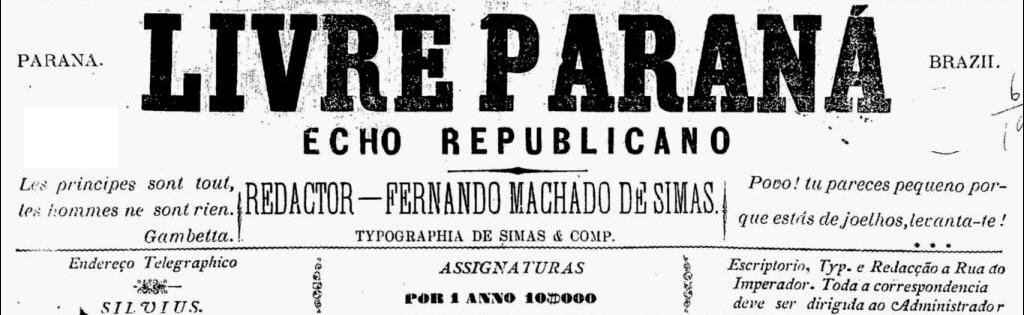
Livre Paraná - Primeira página da 1° edição em 7 de julho de 1883

Livre Paraná foi um jornal semanário da cidade de Paranaguá, estado do Paraná.
Fundado por Fernando Machado Simas, Guilherme José Leite e João Eugenio Machado Lima no ano de 1883, o jornal Livre Paraná, de circulação semanal e abrangendo Paranaguá, região e a capital, é considerado o precursor da campanha republicana no Paraná.

## História
Um grupo de intelectuais parnanguaras, liderados por Fernando Simas, que já publicava o jornal Imprensa Livre, resolvem criar um novo jornal com a clara intenção de ser uma fonte de divulgação das ideias republicanas na cidade de Paranaguá, pois tanto na cidade litorânea como na capital da província as manifestações republicanas eram abafadas pelos jornais existentes e com tendências contrárias. Para isto, o grupo formado pelo já mencionado Fernando e com a ajuda de Guilherme José Leite e João Eugenio Machado Lima fundam, em 7 de julho de 1883 o Livre Paraná e com o subtítulo “Echo Republicano” este novo periódico não deixava dúvidas a tendência política ao qual divulgaria.
O diretor do novo jornal foi Fernando Simas e o periódico contou com a colaboração de influentes figuras, como: Nestor Victor, Correia de Freitas, Albino Silva, entre outros.
Desde a edição de lançamento, aonde consta em sua primeira página a frase: ”Povo! Tu pareces pequeno porque está de joelho. Levanta-te”; o semanário convocava seus correligionários do estado a organizar núcleos republicanos locais, a fim de fundarem o Partido Republicano do Paraná e nos artigos e colunas publicados não são raros os ataques ao comando político da província, em muitas vezes concentrados na figura do Visconde de Nacar, convicto monarquista parnanguara, não somente pelo título nobiliárquico, mas também pela forte influência política que ele exercia localmente.
O jornal deixou de circular por volta de 1888, um ano antes de ser proclamada a república no Brasil.
O embate que o Livre Paraná teve com os contrários ao fim da monarquia nos primeiros anos foram muitos e dizem que houve perseguições aos colaboradores do jornal por parte dos correligionários do Visconde, mas a sua causa ganhou adeptos em toda a província e que resultou na criação em 1887 no Clube Republicano de Paranaguá, importante instituição que ajudou o estado na passagem de uma ordem política para outra.